# Качорра
«Качорра» (исп. Kachorra) — аргентинский телесериал, вышедший на экраны в 2002 году. Съемки проходили под руководством компаний «RGB Entertainment» и «Television Federal (Telefe)». Оригинальное название сериала — «Kachorra» («Качорра»), однако в российском прокате он получил название «Дикий ангел. Возвращение» благодаря исполнительнице главной роли Наталии Орейро, которая также снималась в предыдущем популярном сериале «Дикий ангел».

## Сюжет
Молодая девушка Антония Герреро по прозвищу Качорра несправедливо обвиняется в убийстве нотариуса Альфонсо Армендариса, ей грозит тюремное заключение. Однако когда девушку везут в тюрьму, судьба дает ей шанс уйти от незаслуженного наказания: полицейская машина сталкивается с такси, происходит авария. В этом происшествии Качорра одна отделывается легкие ушибами, остальные же находятся без сознания. Воспользовавшись ситуацией, Качорра освобождается от наручников, вызывает скорую помощь, затем заглядывает в такси и видит там водителя и пассажирку, женщину средних лет. Извинившись перед неизвестной сеньорой, Качорра забирает её сумку и чемодан и пытается скрыться. Среди вещей пострадавшей она обнаруживает её документы, резюме, характеристики, и рекомендации. Оказывается, что женщину зовут Росарио Ачавал, она уругвайка, опытный педагог, получила прекрасное образование и объездила полмира. В тот момент, когда девушка занимается ревизией доставшегося ей «наследства», внезапно в сумке Росарио Ачавал звонит телефон. Качорра решается ответить на звонок. Оказывается, что женщине звонит её новый начальник Бруно Моравиа, богатый предприниматель, нанявший известного педагога в свой дом в качестве гувернантки для своих младших брата и сестры. Таким образом, Качорра узнает, куда направлялась Росарио Ачавал. Кое-как изменив свою внешность, девушка приезжает к Моравии выдает себя за знаменитого педагога.
В новом доме Качорре удается скрыться от полиции. Но на этом её беды не заканчиваются, ведь Качорра не подозревает, что стала жертвой интриг и предательства. Нужна она не только и не столько полиции, сколько местному мафиози советнику Корреньо. После убийства нотариуса Армендариса из его сейфа пропали деньги, причитавшиеся Корреньо в качестве уплаты долга. Корреньо считает, что раз в убийстве нотариуса обвиняют Антонию Герреро, то и деньги находятся именно у неё. Корреньо нанимает полицейского Моралеса с тем, чтобы тот разыскал девушку. Между тем Моралес сообщает полиции о том, что Качорра якобы умерла, а сам нанимает для её поисков своего знакомого, бывшего полицейского Роберто Триполи. Триполи знакомится с семьей и друзьями Качорры и втирается к ним в доверие. В результате добродушные Герреро поселяют нового знакомого, которого искренне считают свои другом, в своем собственном доме, сдавая ему ныне пустующую комнату Качорры. Таким образом, у Триполи находятся на руках все козыри, ему остается лишь пристально следить за всем, что происходит в доме Герреро, и ждать своего часа, ведь если Качорра жива и находится на свободе, то рано или поздно даст о том знать своим родным.
Между тем ничего не подозревающая о подобных махинациях Качорра ведет себя крайне неосторожно, выискивая всяческие способы повидаться со своей семьей, друзьями, а особенно со своим женихом Херманом. Впрочем, в доме Моравиа ей скучать не приходится. Мало того, что ей, бедной малограмотной девушке, приходится выдавать себя за очень образованную женщину, Качорра вскоре обнаруживает, что с каждым днем все больше и больше привязывается к своим подопечным Хосефине и Лаутаро, а особенно к хозяину дома Бруно. Молодой человек тоже испытывает нежные чувства по отношению к девушке, однако не спешит расставаться со своей невестой Мерседес, с которой его связывают годы крепких отношений. Качорра разрывается между чувствами к Херману и Бруно, между желанием увидеться с родными и необходимостью соблюдать осторожность. Но больше всего её мучает вопрос: какова будет реакция Бруно, когда он узнает о ней всю правду.

## Герои
- Антония Герреро/ Качорра/ Росарио Ачавал (Наталья Орейро) Добрая, жизнерадостная девушка, заражающая всех вокруг своей неиссякаемой энергией и оптимизмом. Живёт со своим отцом и младшим братом. Мать бросила семью, когда дети были совсем маленькими. Зарабатывает на жизнь тем, что продает на улице кофе и сэндвичи и помогает своему отцу в баре. Необразованная, но очень предприимчивая и находчивая, умеет найти выход из самых затруднительных положений.
- Бруно Моравиа (Пабло Раго) Молодой успешный предприниматель, владелец макаронной фабрики «Pastas Moravia», юрист по образованию. Поначалу представляется зрителю очень строгим, серьезным, организованным, замкнутым человеком. Примерный семьянин, вынужденный заботиться о своих брате и сестре, верный жених. Романтик в глубине души, добрый, порядочный, искренний человек.
- Херман Капелло (Хосе Мария Монья) Жених Качорры. Работает каскадером. Двуличный юноша: поначалу представляется добрым, честным, открытым молодым человеком, однако в результате оказывается, что именно он предал Качорру и втянул её в историю с убийством нотариуса.
- Хосефина (Хосе) Моравиа (Химена Аккарди) Сестра Бруно. Пятнадцатилетняя школьница, своенравная, самолюбивая, упрямая девушка с трудным характером. Увлекается рок-музыкой, учится из рук вон плохо, хотя весьма сообразительна, прямолинейна, обладает независимым нравом.
- Лаутаро Моравиа (Федерико Барон) Брат Бруно и Хосефины. Стеснительный, замкнутый, одинокий мальчик, предмет насмешек в школе. Увлечен разведением насекомых, мечтает стать каскадером. Тайно влюблен в Качорру.
- Бернарда (Берни) Эстевес Альварес (Вероника Льянас) Тетя Бруно, Хосефины и Лаутаро, незамужняя женщина средних лет. Властная, любит совать нос не в свои дела, слишком опекает племянников. Ворчливая, пессимистичная, в душе закомплексованная и ранимая. Одержима мечтой наладить личную жизнь. Несмотря на свой непростой, угрюмый характер, является одним из самых комичных персонажей в фильме, поскольку часто попадает в нелепые ситуации.
- Сестра Каталина/ Ката Монахиня, содержащая приют для сирот. Подруга Качорры. Добрая, религиозная женщина, посвятившая свою жизнь помощи бедным детям.
- Мерседес (Меча) Грин (Бетина О’Коннел). Невеста Бруно, подруга Бернарды. Красивая молодая девушка, расчетливая, самолюбивая.
- Санчо Морейра (Гуидо Массри) Пятнадцатилетний парень, сирота, живёт в приюте сестры Каталины. Был бездомным воришкой в прошлом, однако сильно изменился с тех пор, как попал в приют Каталины, которая научила его добру и порядочности. Добрый, честный, простодушный, трудолюбивый парень. Влюблен в Хосефину.
- Франсиско Герреро (Освальдо Санторо) Отец Качорры. Владелец бара. Добродушный, открытый, но немного наивный и доверчивый человек, любящий отец.
- Патрисия/Пато (Джазмин Стюарт) Лучшая подруга Качорры, влюбленная в Хермана.
- Анхела Герреро (Валерия Лорка) Красивая молодая женщина, племянница Франсиско, двоюродная сестра Качорры, подруга Каталины. Мать-одиночка, живущая с Герреро и своей маленькой дочерью Пакитой. Добрая, порядочная женщина, заботливая мать.
- Роберто Триполи (Алехо Гарсиа Пинтос) Бывший полицейский, нанятый для того, чтобы выследить Качорру. Хитрый, смелый, расчетливый. Влюблен в Анхелу.
- Кармело Капелло/ Кармело Дуран (Рауль Риззо) Отец Хермана, бросивший сына, когда тот был ребёнком. Впоследствии раскаялся в своем поступке, задавшись целью разыскать сына и вымолить прощение. Азартный игрок и шулер. Возлюбленный Каталины и Анхелы.
- Карина Армендарис (Сильвина Боско) Адвокат, жена нотариуса Армендариса, убившая своего мужа. Заносчивая, жестокая, коварная, одержима страстью к Херману и жаждой мести ненавистному супругу. Любовница Хермана.
- Пьерина Фоссати (Мария Роса Галло) Экономка в доме Моравиа, в прошлом — гример. Очень привязана к семье Моравиа, и они платят ей тем же — она для них почти как член семьи. Умная, находчивая женщина, прекрасно разбирается в жизни и в людях, добродушная, но порой слишком подозрительна. Именно она оказывается первой, кто разоблачает Качорру и узнает её тайну. Она же впоследствии становится верным помощником Качорры и всячески помогает ей.
- Пабло Ароспиде (Петро Менахем) Друг Бруно и его коллега по работе. Глуповатый, простодушный, малопривлекательный молодой человек, уверенный, однако, в своей неотразимости. Влюблен в Качорру.
- Ренальдо Маркес (Хавьер Ломбардо) Доктор, личный врач и друг семьи Моравиа. Добрый, простодушный человек. Влюблен в Бернарду.
- Чичило Пичотела (Джино Рени) Шофер в доме Моравиа. Итальянец по происхождению, много лет назад переехавший в Аргентину. Добродушный, жизнерадостный человек с прекрасным чувством юмора, любит машины, итальянскую музыку и женщин. Так же, как и Пьерина, один из немногих, посвященных в тайну Качорры.
- Сантьяго Герреро (Николас Матео) Младший брат Качорры. Легкомысленный молодой человек, ленивый, любит придумывать способы легко и быстро зарабатывать деньги, но не особенно в этом преуспевает. Сообразительный, находчивый, добрый.
- Элена Варгас (Мария Роса Фугацот) Кухарка в баре Франсиско Герреро. Друг семьи Герреро, влюблена во Франсиско. Добрая, ответственная женщина, прекрасная певица.
- Сильвана (Бетти Виллар) Официантка в баре Герреро. Легкомысленная, самолюбивая молодая женщина. Возлюбленная Франсиско, соперница Элены. Влюблена в Роберто Триполи.
- Долорес Маркес (Мариса Мондино) Подруга Бернарды, бывшая жена Ренальдо. Постоянно ссорится с бывшим мужем. Занята устройством личной жизни. Легкомысленная, интересуется исключительно своей персоной.
- Стефания Бариготти (Пиа Урибеларрео) Богатая итальянка, дочь делового партнера Бруно по бизнесу. Страстно влюблена в Бруно, навязчиво преследует предмет своего обожания.